# Baguateri
El baguateri (Baguatherium jaureguii) és una espècie extinta de mamífer piroteri de la família dels pirotèrids que visqué a Sud-amèrica durant l'Oligocè inferior, fa entre 28,4 i 33,9 milions d'anys. Se n'han trobat restes fòssils al Perú. Es tracta de l'única espècie del gènere Baguatherium. És el piroteri anterior al Deseadà més conegut. El nom genèric Baguatherium significa 'bèstia de Bagua', mentre que el nom específic jaureguii li fou assignat en honor d'Ángel Jauregui, exdirector de l'Institut Regional de Cultura de Bagua.